# Nguyễn Tiến Linh
Nguyễn Tiến Linh (Hải Dương, 20 de octubre de 1997) es un futbolista vietnamita que juega en la demarcación de delantero para el Hanoi T&T FC de la V.League 1.

## Selección nacional
Tras jugar en varias categorías inferiores de la selección, finalmente hizo su debut con la selección absoluta de Vietnam el 8 de noviembre de 2018 en un encuentro de la Copa Suzuki AFF 2018 contra Laos que finalizó con un resultado de 0-3 a favor del combinado vietnamita tras los goles de Nguyễn Quang Hải, Nguyễn Công Phượng y Nguyễn Anh Đức.

## Clubes
| Club                  | País    | Año   | Partidos | Goles |
| --------------------- | ------- | ----- | -------- | ----- |
| Becamex Binh Duong FC | Vietnam | 2016- | 190      | 75    |